# Regiunea Gomel
Regiunea Gomel (belarusă Гомельская вобласць) este o regiune administrativă amplasată în sud-estul statului Belarus. Capitala regiunii este Gomel, regiunea ocupă o suprafață de  40.400 km² și are o populație de 1.505.400 de locuitori (2004). In sudul regiunii se află apele curgătoare Nipru și Pripet. Teritoriul regiunii a suferit cel mai puternic de catastrofa de la Cernobîl. Populația regiunii afectată de catastrofa atomică a fost mutată la nord în regiunea vecină Vitebsk și Minsk.

## Localități cu numărul de locuitori
- Gomel Gomel - 481.200
- Mazâr Mosyr - 111.800
- Jlobin - 72.800
- Svetlagorsk Swetlogorsk - 71.700
- Răcița Retschiza - 66.200
- Kalinkavitci Kalinkowitschi - 37.900
- Ragaciou Rogatschow - 34.700
- Dobruș Dobrusch - 19.300
- Jitkavitci Schitkowitschi - 16.900
- Hoiniki - 14.200
- Petrâkau - 10.800
- Ielsk - 10.000
- Buda-Kașaleova Buda-Koscheljowo - 9.500
- Naroulea - 8.200
- Vetka Wetka - 7.800
- Ceacersk - 7.700
- Vasilievici Wassiljewitschi - 4.500

1. ↑  GeoNames, accesat în 9 iulie 2017